# Ordine di Massimiliano per le scienze e le arti
L'ordine di Massimiliano per le scienze e le arti (in tedesco Bayerischer Maximiliansorden für Wissenschaft und Kunst) è un ordine cavalleresco di merito fondato nell'ambito del regno di Baviera ancora oggi concesso dal governo del land bavarese.

## Storia
L'ordine venne fondato il 28 novembre 1853 dal re Massimiliano II di Baviera con l'intento di ricompensare i benemeriti delle arti e delle scienze di origini bavaresi, e come tale viene anche definito il "premio Nobel bavarese". Dopo il 1932, con l'inizio del governo nazionalsocialista, cessò il conferimento della medaglia. Solo nel 1980 la medaglia venne nuovamente introdotta dal primo ministro bavarese Franz Josef Strauß e conferita per la prima volta nel 1981. L'ordine, dalla sua fondazione, è stato concesso per un totale di 185 medaglie, di cui un centinaio di insigniti ha ricevuto l'onorificenza ancora in vita. La medaglia è divisa in differenti categorie per le scienze o le arti.

## Insegne
- La medaglia consiste in una croce pomata smaltata di blu, bordata di bianco e d'oro, con raggi tra le braccia del medesimo colore, il tutto unito da una cerchio smaltato di bianco e bordato d'oro. La forma della medaglia è rimasta immutata sia nell'Ordine nel periodo monarchico che in quello repubblicano.
- Il nastro classico dell'ordine è blu scuro con strisce bianche su ciascun lato, anche se dalla rifondazione dell'ordine nel 1980 esso è stato perlopiù utilizzato nella versione bianca con strisce blu ai lati.

## Insigniti dell'ordine
Segue l'elenco degli insigniti dell'ordine di Massimiliano per le scienze e le arti. Si noti che per la categoria "scienze" si intendono tutte le materie scientifiche, ma in esse vengono compresi anche i meriti in scienze storiche, teologiche, giuridiche, oltre ovviamente a quelle mediche e di ricerca.
- 1853
  - Scienze: Alexander von Humboldt († 1859), Carl August von Steinheil († 1870), Carl Friedrich Gauß († 1855)
  - Arti: Jacob Grimm († 1863)
  - Joseph von Eichendorff († 1857)
- 1866
- Arti:  Karl Theodor von Piloty (+ 1888)
- 1867
  - Scienze: Hermann Helmholtz († 1894)
- 1871
  - Scienze: Theodor Mommsen († 1903)
  - Arti: Paul Heyse (ausgetreten 1887, † 1914)
- 1873
  - Arti: August von Kreling († 1876)
  - Johannes Brahms
- 1884
  - Arti: Adolf von Wilbrandt († 1911)
- 1888
  - Arti: Conrad Ferdinand Meyer († 1898)
- 1902
  - Arti: Fritz von Uhde († 1911)
- 1899
  - Scienze: Felix Klein († 1925)
- 1908
  - Arti: Ludwig von Herterich († 1932)   ** Scienza: Wilhelm Wundt  († 1920)
  - Arti: Gerhart Hauptmann († 1946)
- 1925
  - Scienze: Richard Willstätter († 1942)
- 1928:
  - Arti: Bernhard Bleeker († 1968)
- 1932
  - Scienze: Arnold Sommerfeld († 1951), Carl Correns († 1933)
- 1933
  - Arti: Max Feldbauer († 1948)
- 1981
  - Scienze: Walter Künneth († 1997), Heinz Maier-Leibnitz († 2000), Golo Mann († 1994), Ernst Otto Fischer († 2007)
  - Arti: Axel von Ambesser († 1988), Heinz Rühmann († 1994), Werner Egk († 1983), Carl Orff († 1982)
- 1984
  - Scienze: Ludwig Demling († 1995), Konrad Zuse († 1995), Ulrich Grigull († 2003), Julius Speer († 1984), Rudolf Mößbauer, Bernhard Ilschner († 2006)
  - Arti: Dietrich Fischer-Dieskau(† 2012), Hans Hartung († 1989), Wilhelm Kempff († 1991), Wolfgang Wagner
- 1985
  - Scienze: Gustav Aufhammer († 1988)
- 1986
  - Scienze: Walter Bruch († 1990), Friedrich Ludwig Bauer, Kurt Magnus († 2003)
  - Arti: Ernst Jünger († 1998), Hans Wimmer († 1992)
- 1989
  - Scienze: Peter Lerche
  - Arti:
- 1991
  - Scienze: Hans Georg Zachau, Otto Meitinger
  - Arti: Harald Genzmer († 2007), Günter Bialas († 1995)
- 1993
  - Scienze: Heinrich Fries († 1998), Robert Huber, Wolfgang Haber
  - Arti: Fritz Koenig, Sergiu Celibidache
- 1995
  - Scienze: Wolfgang Kaiser, Willibald Sauerländer
  - Arti: Martin Benrath († 2000), Martin Walser, Hertha Töpper
- 1996
  - Scienze: Joseph Ratzinger
  - Arti: August Everding († 1999)
- 1997
  - Scienze: Heinz Bauer († 2002)
- 1998
  - Scienze: Roland Bulirsch
  - Arti: Hans Werner Henze, Julia Varady, Lothar-Günther Buchheim († 2007)
- 1999
  - Scienze: Knut Borchardt, Wolfgang Frühwald, Regine Kahmann, Arnulf Schlüter, Harald Weinrich, Ernst-Ludwig Winnacker, Meinhart Zenk
  - Arti: Edita Gruberová, Thomas Holtzmann, Friedhelm Kemp, Elfriede Kuzmany, Martha Mödl, Doris Schade, Wieland Schmied, Gisela Stein
- 2000
  - Scienze:
  - Arti: Sir Colin Davis
- 2001
  - Scienze: Adolf Birkhofer, Hans Blömer, Franz Mayinger, Hubert Ziegler
  - Arti: Reiner Kunze, Ruth Zechlin
- 2002
  - Scienze:
  - Arti: Anne-Sophie Mutter
- 2003
  - Scienze: Eugen Biser, Theodor Hänsch, Bert Hölldobler, Elke Lütjen-Drecoll, Trutz Rendtorff, Albrecht Struppler
  - Arti: Hans-Busso von Busse, Ruth Drexel, Aribert Reimann, Horst Stein († 2008)
- 2004
  - Scienze:
  - Arti:
- 2005
  - Scienze: Heinz Billing, Claus-Wilhelm Canaris, Dieter Henrich, Maria-Elisabeth Michel-Beyerle, Volker ter Meulen, Dieter Seitzer
  - Arti: Cornelia Froboess, Kurt Moll, Jürgen Rose
- 2008
  - Scienze: Laetitia Boehm,  Walter Neupert, Hans-Werner Sinn, Paul Zanker
  - Arti: Reinhold Baumstark, Peter Jonas, Zubin Mehta

## Fonti
- Georg Schreiber, Die Bayerischen Orden und Ehrenzeichen, Prestel-Verlag, München 1964